# Liste des ambassadeurs de France au Malawi
La représentation diplomatique de la République française au Malawi est située à l'ambassade de France à Pretoria, capitale de l'Afrique du Sud, et son ambassadeur est, depuis 2023, David Martinon.

## Représentation diplomatique de la France
La fédération de Rhodésie et du Nyassaland est dissoute le 31 décembre 1963 et l'indépendance du Malawi est proclamée le 6 juillet 1964. La France est représentée par un chargé d'affaires, Henri Langlais, qui devient le premier ambassadeur l'année suivante. L'ambassade de France est située à Blantyre, capitale du Malawi, jusqu'en 1974. Lilongwe est proclamée nouvelle capitale le 1er janvier 1975 et l'ensemble des ambassades y sont transférées. La France ferme son ambassade en 1996 et est alors représentée par l'ambassadeur de France en Zambie, en résidence à Lusaka. Entre 2014 et 2021, la représentation diplomatique de la France au Malawi est assurée par l'ambassade au Zimbabwe. Depuis 2021, elle est assurée par l'ambassade de France en Afrique du Sud.

## Ambassadeurs de France au Malawi
| De   | À    | Ambassadeur                   | Résidence |
| ---- | ---- | ----------------------------- | --------- |
| 1964 | 1969 | Henri Langlais,               | Blantyre  |
| 1969 | 1973 | Jacques Nouvel                | Blantyre  |
| 1973 | 1975 | René de Crouy-Chanel          | Blantyre  |
| 1975 | 1980 | Michel Cadol                  | Lilongwe  |
| 1980 | 1983 | Jean Grossin                  | Lilongwe  |
| 1983 | 1987 | Paul Faure                    | Lilongwe  |
| 1987 | 1991 | Marcel Rey                    | Lilongwe  |
| 1991 | 1997 | Michel Auchère                | Lilongwe  |
| 1997 | 1999 | Philippe Perrier de La Bathie | Lusaka    |
| 1999 | 2001 | Jean-Louis Zoël               | Lusaka    |
| 2001 | 2005 | Jean-Paul Monchau             | Lusaka    |
| 2005 | 2008 | Francis Saudubray             | Lusaka    |
| 2008 | 2010 | Françoise Le Bihan            | Lusaka    |
| 2010 | 2012 | Olivier Richard               | Lusaka    |
| 2012 | 2014 | Marie-Annick Bourdin          | Lusaka    |
| 2014 | 2017 | Laurent Delahousse            | Harare    |
| 2017 | 2021 | Richard Boidin                | Harare    |
| 2021 | 2023 | Aurélien Lechevallier         | Pretoria  |
| 2023 | auj. | David Martinon                | Pretoria  |

## Consulats
Il existe une agence consulaire de France situé à Blantyre, au sein de l'Alliance Française de Blantyre. Le consul honoraire de France (et également directeur de l'Alliance Française) est: Luc Deschamps. 